# Bikácfalva község
Bikácfalva község (románul: Comuna Bicaz) község Máramaros megyében, Romániában. Központja Bikácfalva, beosztott falvai Somfalu, Szilágynyíres.

## Népessége
A 2011-es népszámlálás adatai alapján a község népessége 1124 fő volt.